# Antoine Colassin
Antoine Colassin, né le 26 février 2001 à Charleroi en Belgique, est un footballeur belge qui joue au poste d'attaquant au Charleroi SC.

## Biographie

### En club

#### Jeunesse et formation
Antoine Colassin est notamment formé par le Charleroi SC avant de rejoindre le RSC Anderlecht. Milieu de terrain de formation, Colassin est repositionné attaquant par Craig Bellamy lorsque celui-ci entraîne les jeunes du club.

#### RSC Anderlecht (2020-2024)
Il fait ses grands débuts professionnels le 19 janvier 2020 en étant titulaire face au Club Bruges KV et il en profite pour incrire son premier but en ouvrant la marque à la 21e minute. Après des débuts tonitruants, inscrivant trois buts en quatre rencontres, il se blesse à la cheville et rejoint une infirmerie bien garnie. Il ne réintègre plus l'équipe lors d'une saison amputée à la suite de la pandémie de Covid-19.
Le 26 juillet 2020, le jeune attaquant de 19 ans prolonge son contrat avec Anderlecht jusqu'en juin 2025.
Le 21 janvier 2021, alors qu'il peine à s'imposer avec les Mauves, Antoine Colassin est prêté au SV Zulte Waregem afin de gagner en temps de jeu. Le 26 avril 2021, son prêt à Zulte Waregem prend fin et il fait son retour à Anderlecht. Il enchaîne ensuite avec une saison blanche au Sporting, ne figurant pas dans l'effectif la plupart du temps, il ne prend place sur le banc qu'à deux reprises.
Le 30 août 2022, Antoine Colassin est prêté au SC Heerenveen pour une saison, avec option d'achat. Début mars 2023, il n'enregistre toutefois que vingt-cinq pourcents de temps de jeu et le club néerlandais ne lève pas l'option en fin de saison.
Pressenti un moment au Charleroi SC, Colassin revient à Bruxelles avec la ferme intention de s'ériger en leader des Futures. Il est même intégré au noyau A lors de la préparation à la saison 2023-2024 mais n'est finalement pas retenu sur base de ses « datas ». Deux buts en autant de rencontres semblent relancer le jeune attaquant, malheureusement, une blessure aux ischios qui semblait bénigne au point de départ le tient écarté des terrains pendant quatre mois. En février 2024, une fois de retour, il est appelé en équipe première par Brian Riemer et joue même quelques minutes face au Saint-Trond VV, le 18 février 2024.
Lors du mercato estival 2024, il quitte le club bruxellois pour s'engager en faveur du Beerschot VA.

#### Charleroi SC (depuis 2025)
Le 8 juillet 2025, Antoine Colassin signe pour trois saisons au Charleroi SC.

### En sélections nationales
Antoine Colassin commence sa carrière internationale avec l'équipe de Belgique des moins de 15 ans, jouant au total quatre matchs en 2016.
Il représente l'équipe de Belgique des moins de 17 ans entre 2017 et 2018, jouant un total de sept matchs pour deux buts marqués.
Le 8 septembre 2020, Antoine Colassin joue son premier match avec l'équipe de Belgique espoirs, face à l'Allemagne. Il entre en jeu à la place d'Alexis Saelemaekers et son équipe l'emporte par quatre buts à un.

## Statistiques

### En club
| Saison                | Club                    | Championnat           | Championnat | Championnat | Championnat | Coupe(s) nationale(s) | Coupe(s) nationale(s) | Coupe(s) nationale(s) | Compétition(s) continentale(s) | Compétition(s) continentale(s) | Compétition(s) continentale(s) | Compétition(s) continentale(s) | Autres compétitions | Autres compétitions | Autres compétitions | Autres compétitions | Total | Total | Total |
| Saison                | Club                    | Division              | M.          | B.          | P.d.        | M.                    | B.                    | P.d.                  | Comp.                          | M.                             | B.                             | P.d.                           | Comp.               | M.                  | B.                  | P.d.                | M.    | B.    | P.d.  |
| 2019-2020             | RSC Anderlecht          | Division 1A           | 4           | 3           | 0           | -                     | -                     | -                     | -                              | -                              | -                              | -                              | -                   | -                   | -                   | -                   | 4     | 3     | 0     |
| 2020-2021             | RSC Anderlecht          | Division 1A           | 7           | 0           | 0           | -                     | -                     | -                     | -                              | -                              | -                              | -                              | PO1                 | -                   | -                   | -                   | 7     | 0     | 0     |
| 2021-2022             | RSC Anderlecht          | Division 1A           | 0           | 0           | 0           | -                     | -                     | -                     | -                              | -                              | -                              | -                              | PO1                 | -                   | -                   | -                   | 0     | 0     | 0     |
| 2023-2024             | RSC Anderlecht          | Division 1A           | 1           | 0           | 0           | -                     | -                     | -                     | -                              | -                              | -                              | -                              | PO1                 | -                   | -                   | -                   | 1     | 0     | 0     |
| Sous-total            | Sous-total              | Sous-total            | 12          | 3           | 0           | -                     | -                     | -                     | -                              | -                              | -                              | -                              | -                   | -                   | -                   | -                   | 12    | 3     | 0     |
| 2020-2021             | SV Zulte Waregem (prêt) | Division 1A           | 10          | 0           | 0           | 1                     | 0                     | 0                     | -                              | -                              | -                              | -                              | -                   | -                   | -                   | -                   | 11    | 0     | 0     |
| 2022-2023             | SC Heerenveen (prêt)    | Eredivisie            | 22          | 3           | 0           | 2                     | 0                     | 1                     | -                              | -                              | -                              | -                              | PO                  | 2                   | 0                   | 1                   | 26    | 3     | 2     |
| 2022-2023             | RSCA Futures            | Division 1B           | 3           | 0           | 1           | -                     | -                     | -                     | -                              | -                              | -                              | -                              | PO                  | -                   | -                   | -                   | 3     | 0     | 1     |
| 2023-2024             | RSCA Futures            | Division 1B           | 13          | 4           | 2           | -                     | -                     | -                     | -                              | -                              | -                              | -                              | -                   | -                   | -                   | -                   | 13    | 4     | 2     |
| Sous-total            | Sous-total              | Sous-total            | 16          | 4           | 3           | -                     | -                     | -                     | -                              | -                              | -                              | -                              | -                   | -                   | -                   | -                   | 16    | 4     | 3     |
| 2024-2025             | Beerschot VA            | Division 1A           | 19          | 2           | 5           | 3                     | 2                     | 0                     | -                              | -                              | -                              | -                              | PO3                 | 6                   | 2                   | 1                   | 28    | 6     | 6     |
| 2025-2026             | Charleroi SC            | Division 1A           | 3           | 0           | 0           | -                     | -                     | -                     | C4                             | 2                              | 0                              | 0                              | -                   | -                   | -                   | -                   | 5     | 0     | 0     |
| Total sur la carrière | Total sur la carrière   | Total sur la carrière | 82          | 12          | 8           | 6                     | 2                     | 1                     | -                              | 2                              | 0                              | 0                              | -                   | 8                   | 2                   | 2                   | 98    | 16    | 11    |